# ジュズヒゲムシ
ジュズヒゲムシは、昆虫綱ジュズヒゲムシ目（絶翅目）Zorapteraの昆虫の総称。
不完全変態をする 2 - 3 mm程度の小型の昆虫で、その外形はシロアリやチャタテムシ、ハサミムシ幼虫に似る。和名は、数珠状の触角に由来する。学名の "Zoraptera" はギリシア語の Zoros（= pure）と aptera（= wingless）を組み合わせたもので、目が設立された1913年当時に無翅型のみが見つかっていたことに由来する。その後、1920年に有翅型が発見された。

## 形態・生態
形態的な特徴としては、次のようなものが挙げられる。
- 9節の数珠状触角（若齢幼虫および、白亜紀の化石種の一部では8節）
- 2節の跗節
- 単節の尾角
- 肥大した後肢腿節
- 腹部神経節の著しい融合
- 翅脈が著しく減少した翅

主に朽ち木の樹皮下や内部、リターの下で群れて生活する。雑食性で、菌類やデトリタス、小型の節足動物などを食べる。翅・眼に二形があり、有翅型は発達した複眼と単眼をもつ一方で、無翅型は基本的に複眼・単眼をもたない（ただし中南米やアフリカの一部の種には眼点がみられる）。翅は羽化後数日で根元から脱落する。有翅型の出現は、おそらく分散のためと考えられているが、その発生メカニズムは不明である。
繁殖行動の知見は少ないが、オスが額部分泌腺を用いた求愛行動を示すもの、オスがハーレムを形成するものなどが少数知られている。
単為生殖については、南米に生息する2種で報告がある。

## 分布
熱帯および亜熱帯を中心に世界に広く分布するが、日本からは知られていない。なお、日本から発見されていない昆虫の目は本目とカカトアルキ目だけである。
アメリカ、インドネシア、エクアドル（ガラパゴス諸島）、オーストラリア（クリスマス島）、ガーナ、ギニア、グアテマラ、ケニア、コートジボワール、コスタリカ、コロンビア、ザイール、サモア、ジャマイカ、スリランカ、セーシェル、台湾、中国、チベット、ドミニカ、パナマ、パプアニューギニア、ハワイ、フィジー、フィリピン、ブラジル、フランス領ギアナ、ブルネイ、ベネズエラ、ペルー、ボリビア、マダガスカル、マレーシア、ミャンマー、メキシコ、モーリシャス、ヨルダン

## 系統
形態的特徴の類似から準新翅類 (チャタテムシやカメムシなど)やシロアリモドキ目（紡脚目）との近縁性が示唆されてきた一方で、18S rDNA やタンパク質コード遺伝子などを用いた分子系統解析からは網翅類との近縁性がしばしば示唆されてきた。最近では、トランスクリプトーム解析からハサミムシ目（革翅目）に近いことが支持されているが、今のところ議論の決着はついていない。

## 分類
現生種・化石種併せて、世界から 1 科 2 属 約 60 種が知られる。
- Family Zorotypidae Silvestri, 1913　ジュズヒゲムシ科
  - Genus Xenozorotypus Engel & Grimaldi, 2002
  - Genus Zorotypus Silvestri, 1913　ジュズヒゲムシ属   
    - Subgenus Octozoros Engel, 2003
    - Subgenus Zorotypus Silvestri, 1913